# Липов, Иван Захарович
Иван Захарович Липов (род. 1933) — бригадир экипажа экскаватора ЭКГ — 4,6 Киселёвского угольного разреза (Комбинат «Кемеровоуголь»), Герой Социалистического Труда (1971).

## Биография
Родился в Алтайском крае, в селе Малая Грива Тогульского района 20 июля 1933 года. 
Трудовую деятельность начал в 1948 году после окончания железнодорожного училища № 20 г. Белово. Два года был дежурным техником тяговой подстанции Акчурла беловского отделения Западно — Сибирской железной дороги. С 1952 по 1956 году служил в рядах Советской Армии. После демобилизации начал трудиться на разрезе «Киселёвский», где в 1967 году стал бригадиром комплексной экскаваторной бригады. За выдающиеся успехи в труде в 1971 году (от 30 марта) удостоен звания Героя Социалистического Труда с вручением ордена Ленина и золотой медали «Серп и молот». Бригадой И. З. Липова в 1974 году был установлен Всесоюзный рекорд годовой производительности труда. В 1975 году заочно окончил Прокопьевский горный техникум.

## Награды и звания
Иван Захарович награждён орденом Октябрьской Революции, знаком «Шахтёрская слава» трёх степеней (1969), медалью «За трудовое отличие» (1966), юбилейной медалью «За доблестный труд» (1970). Избирался делегатом XXV съезда КПСС. Иван Захарович лауреат премии Кузбасса (1975). Липову Ивану Захаровичу присвоено звание «Победитель социалистического соревнования рабочих угольной промышленности СССР», «Ударник девятой пятилетки».
В 2006 году присвоено звание «Почётный гражданин Кемеровской области».